# أنتي مونوكا
أنتي مونوكا (Antti Munukka) هو حكم كرة قدم فنلندي، شارك في تحكيم تصفيات كأس العالم 2014..